# Marsannay-le-Bois
Marsannay-le-Bois är en kommun i departementet Côte-d'Or i regionen Bourgogne-Franche-Comté i östra Frankrike. Kommunen ligger i kantonen Is-sur-Tille som tillhör arrondissementet Dijon. År 2022 hade Marsannay-le-Bois 842 invånare.

## Befolkningsutveckling
Antalet invånare i kommunen Marsannay-le-Bois
Referens:INSEE